# ويليام دورسي
ويليام دورسي (بالإنجليزية: William McTaggart Dorsey)‏ هو طبيب أسترالي، ولد في 1813، وتوفي في 1878.